# Kurt Vorhofer
Kurt Vorhofer (* 28. Juli 1929 in Salzburg; † 25. Mai 1995 in Aflenz) war ein österreichischer Journalist.

## Leben
Kurt Vorhofer übersiedelte nach der Matura in Salzburg im Jahr 1947 nach Wien und inskribierte an der Universität, Studienrichtung Rechtswissenschaften. 1947 wurde er Mitglied der katholischen Studentenverbindung KaV Norica Wien. 1956 begann er bei der „Kleinen Zeitung“ in Graz als Redaktionsaspirant. Zwei Jahre später ernannte man ihn zum Redakteur und im Jahr 1968 zum stellvertretenden Chefredakteur.
Nachdem die „Kleine Zeitung“ im Mai 1959 in Wien eine Redaktion eröffnete, übernahm er die Leitung, welche er anschließend über 35 Jahre – bis zu seiner Pensionierung zum Ende des Jahres 1994 – innehatte.
Vorhofer avancierte zum Doyen des österreichischen Innenpolitik-Journalismus und war über alle Parteigrenzen hinaus geachtet. Er wurde am Neustifter Friedhof in einem ehrenhalber gewidmeten Grab bestattet.

## Auszeichnungen
- 1969: Dr.-Karl-Renner-Publizistikpreis
- 1991: René-Marcic-Preis
- 1995: Leopold-Kunschak-Preis, Pressepreis

## Kurt-Vorhofer-Preis
Seit 1996 wird von der Journalistengewerkschaft (mittlerweile Teil der Gewerkschaft GPA) in Zusammenarbeit mit der „Kleinen Zeitung“ der Kurt-Vorhofer-Preis vergeben.